# ابرناقل

چیدمان طبقه ۹ هتل متروپل در هنگ کنگ، نشان می‌دهد که در آن یک نشانگان تنفسی حاد (SARS) رخ داده‌است

ابرناقل یا سوپرسپردر اصطلاحی است که به یک جاندار مبتلا به یک عفونت گفته می‌شود که به‌طور غیرمعمولی سرایت دهندهٔ یک عامل بیماری‌زا است. در قالب بیماریهایی که از انسان به انسان انتقال پیدا می‌کنند سوپرسپر در به فردی گفته می‌شود که احتمال انتقال بیماری از آن فرد به افراد دیگر در مقایسه با اشخاص دیگری که ناقل بیماری هستند بیشتر است. چنین ابرناقلهایی در مطالعات همه‌گیرشناسی دارای اهمیت زیادی هستند. در برخی از موارد سوپرسپر در از قانون ۸۰–۲۰ پیروی می‌کند. به طوری که ۲۰ درصد افراد مبتلا عامل ۸۰ درصد از انتقالها هستند. با این وجود واژه سوپرسپردینگ یا ابر انتقال را می‌توان برای مواردی که کمتر یا بیشتر از این مقدار اتفاق افتاده باشد نیز به کار برد.